# なださきレークサイドパーク
なださきレークサイドパークは、岡山県岡山市南区にある児島湖岸堤防敷及びその周辺の約4.8haを活用したジムカーナコースである。

## コース・施設概要
西広場、走行コース、東広場で構成されており、車両の走行は中央の走行コースで行われる。
走行コースは、クランクや高速S等多様なジムカーナコースレイアウトが可能になっている。
またジムカーナ以外にも交通安全教室、ラジコンカーやラジコン飛行機などにも利用される。

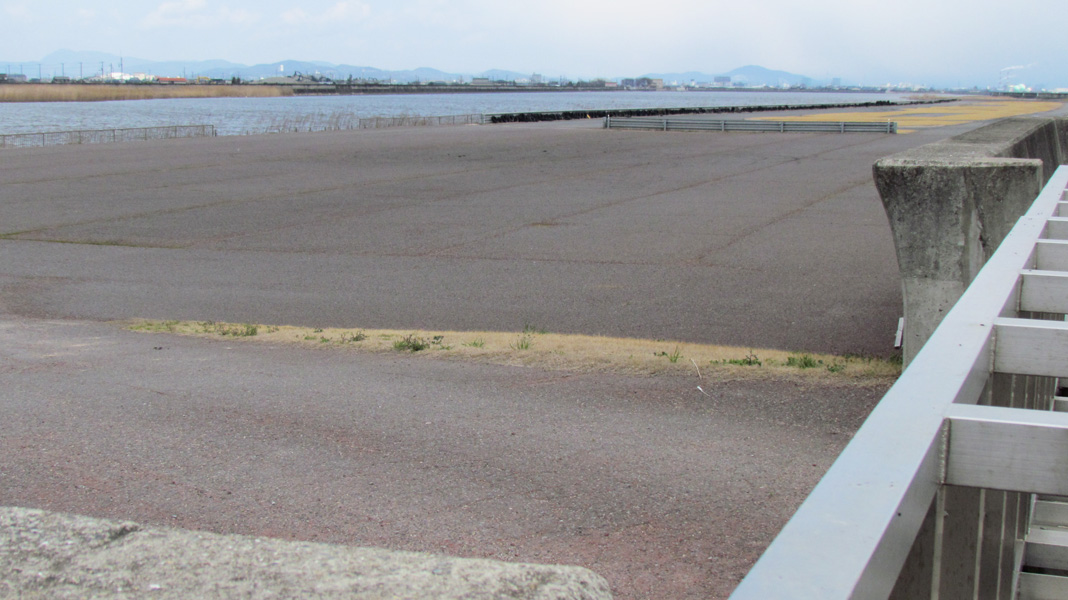
西広場（パドック）
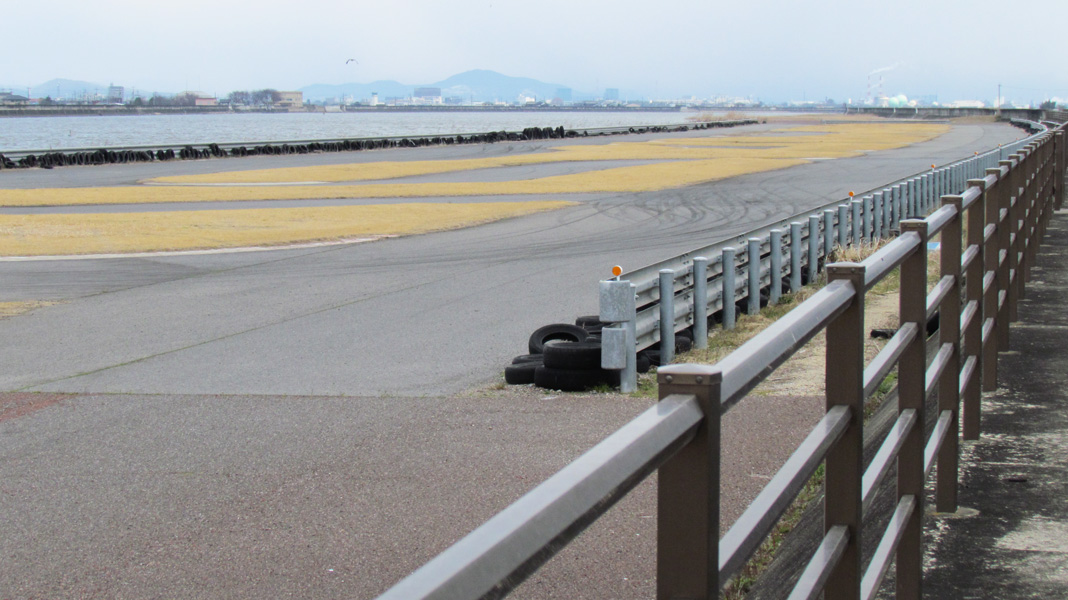
中央（走行エリア）
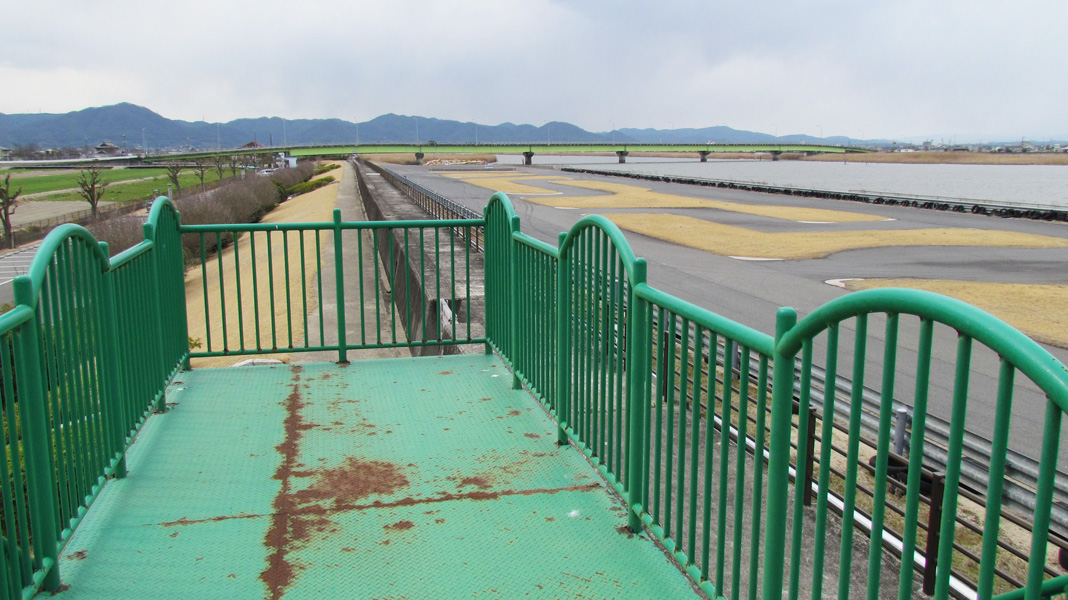
観覧タワー

## コースの特徴
周辺、湖岸堤防敷の対面に民家があることから、音量規制（車検非対応マフラーは不可等）がある。周辺、施設内に給油施設や売店等はなく、必要な物資、飲食物は来場前に購入してくる必要がある。
走行に関しては、特別なライセンスは必要なく普通運転免許があれば誰でも走行できる。
貸切予約が無ければ、時間単位での個人貸出も行っている。（事前予約必要）
コース内は中央のエリアを除き、外側に面したコースは、ほぼエスケープゾーンが無くコースアウトするとガードレール、クッション用に設置されている廃タイヤ等と接触する場合が多い。

## 関連
- 日本のサーキット一覧
- ジムカーナ